# 杜布莫爾島

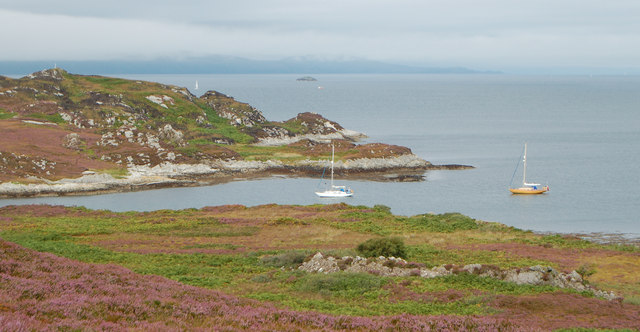

杜布莫爾島是蘇格蘭的島嶼，位於隆加島和加布艾萊西島之間的大西洋海域，屬於內赫布里底群島的一部分，面積0.65平方公里，最高點海拔高度53米，島上無人居住。
56°14′N 5°43′W / 56.233°N 5.717°W